# Ушаков, Александр Андреевич (губернатор)
 Алекса́ндр Андре́евич Ушако́в  (1751 — не ранее 1822) — действительный статский советник, генерал-майор, олонецкий и тверской губернатор.

## Биография
Происходил из тверской ветви дворян Ушаковых. Сын келлермейстера при дворе императрицы Елизаветы Петровны Андрея Степановича Ушакова (1719—1751) от брака с Акулиной Павловной. Овдовев, она вышла замуж за камер-фурьера Василия Кирилловича Рубановского (1731—1775). Сестры Ушакова по матери, Анна и Елизавета Рубановские, поочередно были замужем за А. Н. Радищевым.
С 1765 по 1771 год обучался в Морском кадетском корпусе в Петербурге. По окончании корпуса служил адъютантом при В. Я. Чичагове. Участник Русско-турецкой войны (1768—1774). В 1782 году в чине капитана 2-го ранга вышел в отставку, назначен председателем Палаты тверского гражданского суда.
В мае 1784 года назначен на должность директора Олонецкой казённой палаты, с мая 1786 года — председатель Олонецкой палаты гражданского суда. В марте 1787 года подал в отставку «по болезни». В 1795 году назначен председателем Палаты псковского гражданского суда.

В 1800—1802 годах — вице-губернатор Тверской губернии. 30 июня 1802 года назначен олонецким губернатором. В 1804—1812 годах — тверской губернатор. По отзыву А. В. Кочубея, Ушаков был
Очень добрым человеком, но с некоторыми привычками повелевать и предписывать, да при том немного ленив. Он был уволен от должности, потому что великая княгиня Екатерина Павловна находила его управление слишком слабым, и на его место был назначен Кологривов, который потом слишком злоупотреблял доверием Принца.
С 1817 года проживал в Москве, служил начальником продовольственного департамента Министерства внутренних дел в чине генерал-майора.

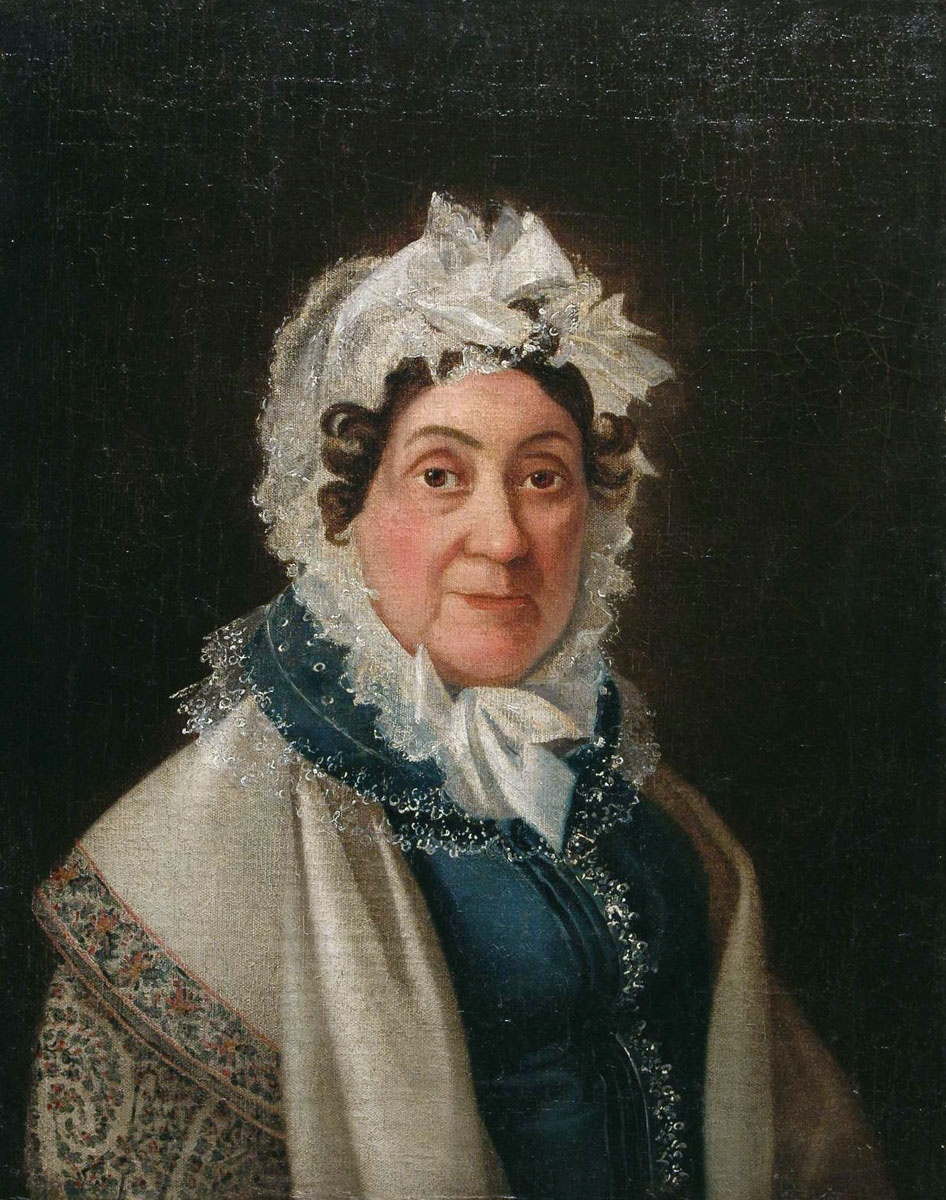
Варвара Ушакова на портрете Н. И. Аргунова

## Семья
В браке с Варварой Петровной Ушаковой (1755—18.10.1821) имел детей:
- Алексей (1776—1849), генерал-майор.
- Пётр (1783— ?), директор Петрозаводского Главного народного училища.
- Елизавета (1786— ?)
- Анна (1793— ?)
- Александр (1794—1852), действительный статский советник.